# 福州駅
福州駅（ふくしゅうえき）は中華人民共和国福建省福州市晋安区に位置する、中国鉄路総公司（CR）南昌鉄路局が管轄する駅である。
本項では、近接する福州地下鉄の福州火車駅（ふくしゅうかしゃえき）についても記述する。

## 所属路線
中国鉄路総公司
合福旅客専用線：本駅が終点。合肥南駅から813km。
外福線：外洋駅起点より186.668km、本駅が終点。横南線経由で横峰駅より406km
福馬線：本駅が起点、馬尾駅終点まで21.2484km
温福線：樟林駅まで福馬線と共用、温州南駅まで302km
福廈線：福州南駅まで19km、廈門駅まで276km。
福州地下鉄
■1号線

## 歴史
- 1958年 - 開業した[1]。当時の駅舎面積は5841平方メートルで、待合室の面積は8800平方メートルで800人収容可能であった。
- 2002年5月 - 鉄道部、福建省、福州市の三者による新駅舎の建設を開始した[1]。
- 2004年8月 - 新駅舎が完成した[1]。
- 2008年 - 拡張工事を開始した[1]。ホームを4面増設し、柱の無いホーム上屋を作る工事である[2]。
- 2009年9月 - 温福線の動車組乗り入れ前に高さの高い4番目のホーム（4号站台）が完成した[3]。
- 2009年9月28日 - 温福線が旅客営業を開始した[4]。
- 2010年4月26日 - 福廈線が開業した[5]。
- 2015年6月28日 - 合福旅客専用線が開業した。
- 2017年1月6日 - 福州地下鉄1号線の駅が開業。

## 駅構造

### 中国鉄路総公司
7面14線の地上駅である。駅舎の建築面積は約2.6万平方メートルで6000人収容可能である。

### 福州地下鉄
地下駅であり、地下3階に島式1面2線ホームがある。地下2階が改札階であり、地下1階は商業用スペースとして使用されている。

#### のりば
| 1 | ■1号線 | 象峰方面                         |
| 2 | ■1号線 | 南門兜・福州火車南駅・三江口方面 |

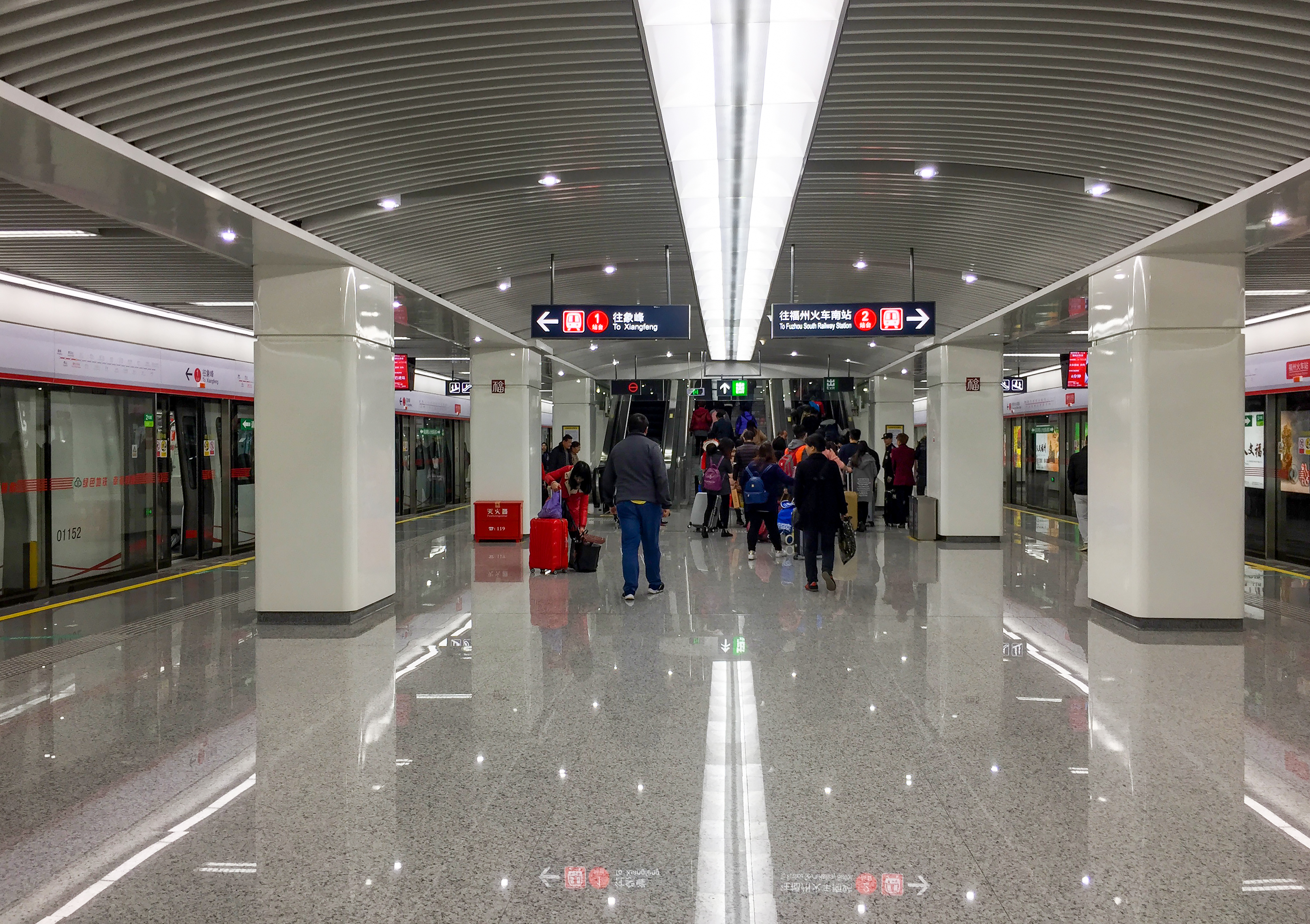
ホーム

## 利用状況
北京、上海等の各地へ始発列車があり、一日の始発、到着列車は各種別を含め2010年5月現在90本を超える旅客駅である。

## 駅周辺

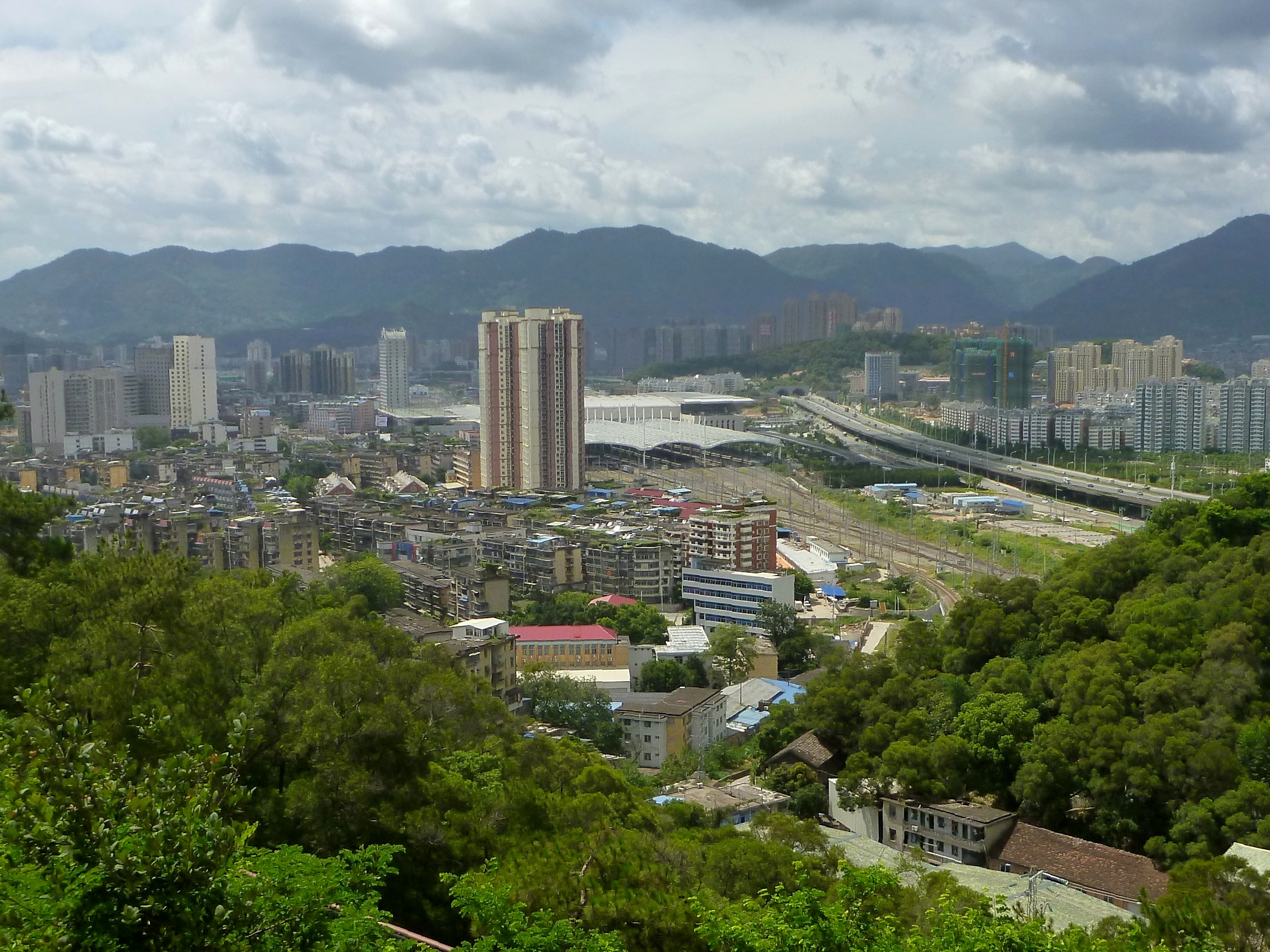
金鶏山から見た駅周辺

- 福建省奥林匹克体育中心

## 隣の駅
中国鉄路総公司
合福旅客専用線
閩清北駅 - 福州駅
外福線
杜塢駅 - 福州駅
福馬線
福州駅 - 福州東駅
温福線
樟林駅 - 福州駅
福廈線
福州駅 - 樟林駅
福州地下鉄
■1号線
羅漢山駅 - 福州駅 - 斗門駅